# Tösse kyrka
Tösse kyrka, kyrkobyggnad som sedan 2010 tillhör Åmåls församling (tidigare Tösse med Tydje församling, före 1910 Tösse församling) i Karlstads stift. Kyrkan ligger på Sörböleberget mellan Tösse och Tydje kyrkbyar i Åmåls kommun.

## Kyrkobyggnaden
Kyrkan uppfördes 1848 i nyklassisk stil efter smått modifierade ritningar av arkitekt Carl Salin. Invigningen ägde rum samma år. Kyrkan har en stomme av natursten och består av ett rektangulärt långhus, med tresidiga avslutningar åt väster såväl som öster. Mitt på långhusets norra sida finns en utbyggd sakristia och mittemot på långhusets södra sida ett kyrktorn. Huvudingången ligger i söder och går genom tornets bottenvåning. Exteriören är vitputsad och domineras av kyrktornet, som högst upp har en kraftig krangesims, flack huv med lanternin. Den något utskjutande portiken kröns av ett klassiskt tympanon. Långhuset genombryts av stora rundbågiga fönsteröppningar och täcks av ett skifferklätt sadeltak, som är valmat över de tresidiga gavlarna. Kyrkorummet är rymligt och var ursprungligen avsett för 500 personer. Golvet är belagt med tegel i diagonalt mönster bortsett från bänkkvarteren som har lackade mörka trägolv. Korgolvet som ligger högre har ett liknande trägolv. Altarväggen är utformad som tempelgavel och har två höga marmorerade pilastrar samt två kolonner som bär upp en tempelgavel med texten "Ära vare Gud i höjden". Orgelläktaren i väster är uppburen av kolonner i klassisk ordning. En renovering genomfördes 1948-1950 efter ritningar av arkitekt Ärland Noreen, då kyrkorummet fick sin nuvarande färgsättning, med ljusrosa väggar och vitmålat tunnvalv av trä. En restaurering genomfördes 1978 under ledning av arkitekt Rolf Bergh. En lillkyrka inreddes i långhusets mittparti, med ett altare framför dörren till sakristian. Kyrkorummets ursprungliga karaktär är till största delen bevarad.

## Inventarier

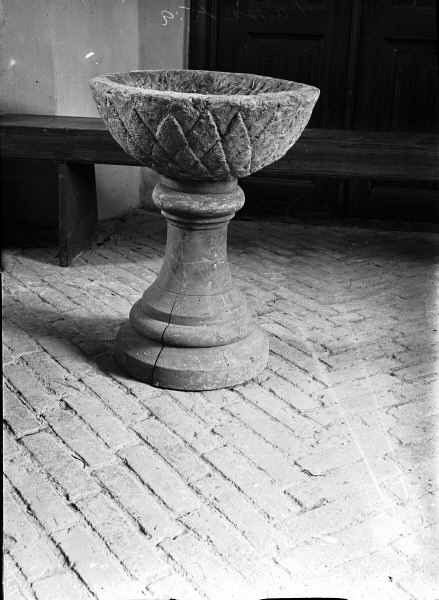
Dopfunten

- Dopfunt av täljsten  från 1200-talet som fanns i Tösse gamla kyrka. Höjd 18 cm. Av den ursprungliga fonten finns endast fotplattan bevarad och den används nu omvänd som funt. Den har spetsfliksornamentik och står på ett träfundament.[1]
- Altaruppsatsen består av ett stort förgyllt kors under en baldakin uppburen av pelare.
- Predikstolen från 1849 är gråmålad med förgyllda reliefskurna dekorationer.
- I sakristian finns en ljuskrona som är ett engelskt arbete från 1780-talet.

### Klockor
I kyrkan förvaras en liten klocka som härstammar från kyrkan i Tydje. Den var tidigare sönderslagen, men har lagats. Det är en klocka av 1200-talstyp, som endast har två tomma skriftband som dekoration.

### Orglar
Stora orgeln tillverkad 1953 av A. Magnusson Orgelbyggeri AB, Göteborg. Den stumma fasaden är samtida med orgeln. Instrumentet har 27 stämmor fördelade på två manualer och pedal. Orgeln är pneumatisk och har fria och fasta kombinationer, registersvällare och automatisk pedalväxling. Tonomfånget är på 56/30.
| Huvudverk I    | Svällverk II     | Pedal              | Koppel   |
| Borduna 16´    | Rörflöjt 8´      | Subbas 16´         | P + H 8’ |
| Principal 8´   | Suavial 8´       | Gedackt 16´ (tr I) | P + S 8’ |
| Gedackt 8´     | Salicional 8'    | Octava 8'          | H + S 8’ |
| Hålflöjt 8'    | Principal 4'     | Gedakt 8' (tr I)   | H 4’     |
| Octava 4'      | Spetsflöjt 4'    | Octava 4'          | S 16’    |
| Rörflöjt 4'    | Gemskvint 2 2/3' | Blockflöjt 2'      | P + S 4’ |
| Kvinta 2 2/3'  | Waldflöjt 2'     | Basun 16'          |          |
| Octava 2'      | Ters 1 3/5'      |                    |          |
| Mixtur 4-5-6 k | Scharf 4 k       |                    |          |
| Trumpet 8'     | Oboe 8'          |                    |          |
|                | Tremulant        |                    |          |
|                | Registersvällare |                    |          |

#### Gamla orgeln
- Kyrkans första orgel byggdes 1867 av urmakaren Anders Hultström, Ör. Orgeln är sedan 1953 placerad bakom 1953 års orgel. Den renoverades 1950 av John Grönvall Orgelbyggeri, Lilla Edet. Den har en delvis ljudande fasad samt tio stämmor fördelade på manual och bihängd pedal.[4]

| Manual C-g3   | Melodiverk c1-e2 | Pedal C-f0 |
| Borduna 16´   | Principal 8´     | Bihängd    |
| Principal 8´  | Vox candida 8´   |            |
| Gedacht 8´    |                  |            |
| Fugara 8'     |                  |            |
| Octava 4'     |                  |            |
| Flöjt 4'      |                  |            |
| Quinta 2 2/3' |                  |            |
| Octava 2'     |                  |            |